# Don Albert

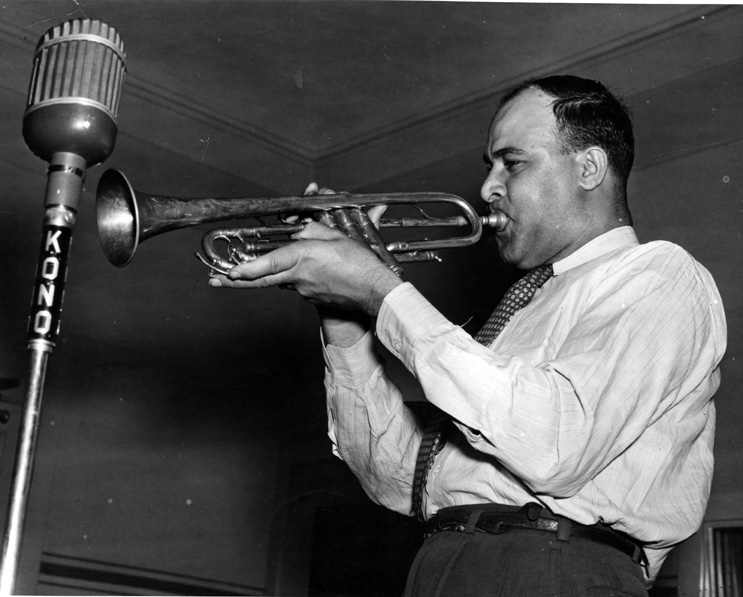
Don Albert.

Don Albert (geboren als Albert Anité Dominique (New Orleans, 5 augustus 1908 - San Antonio, 4 maart 1980) was een Amerikaanse jazz-trompettist en bigband-leider in de swing.

## Biografie
Albert, een neef van Natty Dominique (zijn oom) en neef van Barney Bigard, speelde in marching-bands in zijn geboortestad. Halverwege de jaren twintig speelde hij in de territory-band van Alphonse Trent, die in het Zuidwesten van Amerika toerde. Hierna was hij drie jaar lid van de band van Troy Floyd, die een vaste speelplek had in een ballroom in San Antonio (1926-1929). Hij begon rond 1929 een eigen territory-groep, die actief was in Texas, maar ook speelde in bijvoorbeeld New York, Canada en Mexico. De band bracht de swing-hits uit die tijd, van bijvoorbeeld Duke Ellington, Jimmy Lunceford en Andy Kirk. Met de groep (waarin onder andere trompettist Alvin Alcorn speelde) nam Albert verschillende platen voor Vocalion op. 
Door de recessie was de muzikant rond 1938 gedwongen zijn band te ontbinden. Hij was nog wel actief als muzikant, maar hij was ook gedwongen erbuiten te werken. Hij was in de jaren erna ambtenaar, manager in een nachtclub en een promotor van reizende bands. In 1942 had hij weer, kort, een eigen groep. Hij opende een eigen club in San Antonio, waar hij wel meespeelde in het orkest, tot de gemeente de club sloot omdat ''zwarten' er gewoon welkom waren. Hij vertrok daarop naar New Orleans om daar een nieuwe te openen. In 1949 stond hij voor lange tijd met een eigen groep in Palace Theatre in New York. In de jaren vijftig en zestig woonde Albert in Alamo, waar hij bijdroeg aan opnames van de Alamo City Jazz Band. Tot in de jaren zeventig had hij kleine groepen. Zo speelde hij in 1969 op het New Orleans Jazz Festival.
Don Albert overleed in 1980 op 71-jarige leeftijd aan de gevolgen van nierfalen.
- Bibliothèque nationale de France: cb14148758w (data)
- International Standard Name Identifier: 0000 0000 5175 2051
- Library of Congress Control Number: n87118818
- MusicBrainz: 23974597-88d6-4f40-bce6-1e19280f1994
- Istituto Centrale per il Catalogo Unico: DDSV271365
- LIBRIS: 137624
- SNAC: w66m63sq
- Virtual International Authority File: 55658839
- WorldCat: E39PBJcgyJYTVfcJ3QQXR3m68C